# NGC 5361
NGC 5361 é uma galáxia espiral (S?) localizada na direcção da constelação de Canes Venatici. Possui uma declinação de +38° 26' 58" e uma ascensão recta de 13 horas, 54 minutos e 35,3 segundos.
A galáxia NGC 5361 foi descoberta em 16 de Maio de 1787 por William Herschel.